# Devon Murray
Devon Michael Murray (* 28. října 1988, Maynooth, Irsko) je irský herec, známý především pro svou roli Seamuse Finnigana z filmové série o Harrym Potterovi.
Murray je jedináček, narodil se Michaelovi a Fidelmě Murrayovým. V šesti letech uspěl v národní talentové soutěži a připojil se ke školnímu divadlu Billie Barry, odkud se dostal do Národní školy múzických umění. Věnuje se také jezdectví, kde soutěží v exhibičních skocích v celém Irsku.